# Кеннеди, Арчибальд, 8-й маркиз Эйлса
Арчибальд Ангус Чарльз Кеннеди, 8-й маркиз Эйлса, 19-й граф Кассилис, 21-й лорд Кеннеди, 8-й барон Эйлса (англ. Archibald Angus Charles Kennedy, 8th Marquess of Ailsa, 19th Earl of Cassilis, 21st Lord Kennedy, 8th Baron Ailsa; 13 сентября 1956 — 15 января 2015) — шотландский пэр.

## Ранняя жизнь

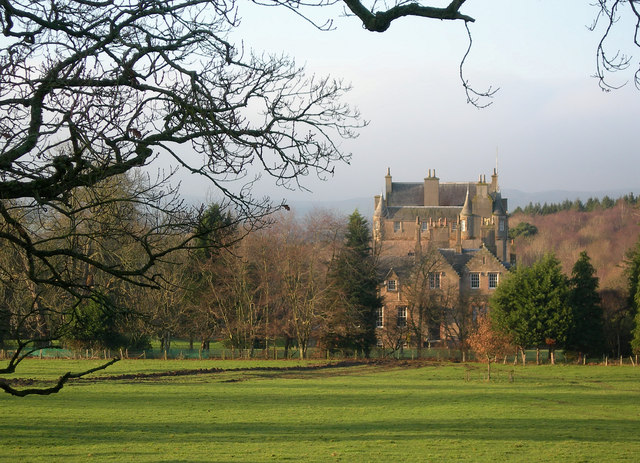
Кассилис-хаус, резиденция маркизов Эйлса

Арчибальд Ангус Чарльз Кеннеди родился 13 сентября 1956 года в замке Калейн, Айршир. Старший из двух сыновей Арчибальда Кеннеди, 7-го маркиза Эйлса (1925—1994), и Мэри (урожденной Бёрн) (1916—2007). Кеннеди вырос в Кассилис-хаусе, одной из родовых резиденций, и получил образование в Strathallan School, где он изучал лесное и сельское хозяйство.
Его дедом по материнской линии был Джон Берн из Эмбла, Нортумберленд, а его бабушкой и дедушкой по отцовской линии были Ангус Кеннеди, 6-й маркиз Эйлса (1882—1957), и Гертруда Миллисент (урожденная Купер) Кеннеди, дочь Джерваса Вейра Купера из Вордвелл-Холла, Саффолк.

## Пэрство
Маркиз Эйлса — наследственный главы шотландского клана Кеннеди. Все маркизы являются потомками Энн Уоттс, матери Арчибальда Кеннеди, 1-го маркиза Эйлсы, и потомка Скайлер, семьи Ван Кортландт (включая Стефануса Ван Кортландта) и семьи Деланси из Британской Северной Америки. Название происходит от острова Эйлса-Крейг в заливе Ферт-оф-Клайд, который принадлежит семье. В 2011 году маркиз Эйлса выставил остров на продажу. По состоянию на март 2013 года запрашиваемая цена составляла более 1 500 000 фунтов стерлингов.
Арчибальд Кеннеди унаследовал титулы 8-го маркиза Эйлса, 19-го графа Кассилиса, 21-го лорда Кеннеди и 8-го барона Эйлса 7 апреля 1994 года после смерти своего отца . После его смерти ему наследовал его брат Дэвид Кеннеди, 9-й маркиз Эйлса (род. 1958). Вероятным наследником титула является его сын Арчибальд Дэвид Кеннеди (род. в 1995 году).

## Карьера
Арчибальд Кеннеди служил в пехотном полку Queen’s Own Highlanders. Позже он преподавал катание на лыжах и горные ремесла командам армейской молодежи в Шотландском Нагорье и на Бреконских маяках в Уэльсе, прежде чем уволиться с военной службы в Айрширском йоменстве.
После работы в сфере продаж, маркетинга и сельского хозяйства он основал компанию Lord Charles Tours, которая организовывала поездки в Шотландию, Ирландию, Швецию и Лапландию.

## Личная жизнь
В 1979 году лорд Эйлса женился на Дон Лесли Энн Кин, единственной дочери Дэвида Кина с улицы Эмерио в Париже, Франция. До их развода 1989 года, во время которого «его жену обвинили в романе с подростком-молочником», у них было двое детей:
- Леди Розмари Маргарет Кеннеди (род. 1980)[3]
- Леди Алисия-Джейн Лесли Кеннеди (род. 1981)[3]

8-й маркиз Эйлса скончался 15 января 2015 года во время посещения мероприятия клана Кеннеди в Алтамонте-Спрингс, Флорида.